# Augustin Rösler
Augustin Rösler CSsR (* 6. März 1851 in Guhrau; † 2. April 1922 in Breslau) war ein deutscher römisch-katholischer Theologe und Ordenspriester der Kongregation des Heiligsten Erlösers.

## Leben
Augustin Rösler war der Sohn eines Glasermeisters. Er studierte an der Universität Breslau Theologie und wurde 1876 in Freiburg im Breisgau zum Dr. theol. promoviert. Nach der Priesterweihe im Jahr 1877 trat er in den Orden der Redemptoristen in der österreichische Provinz ein. Andreas Hamerle berief ihn 1879 an die Philosophisch Theologische Lehranstalt der Redemptoristen in Mautern in Steiermark, wo er bis 1918 als Professor für Patristik und Kirchengeschichte lehrte. Nach dem Ersten Weltkrieg ging er nach Breslau und gründete das Redemptoristenkloster Breslau-Grüneiche.

## Schriften (Auswahl)
- Der katholische Dichter Aurelius Prudentius Clemens. Ein Beitrag zur Kirchen- und Dogmengeschichte des vierten und fünften Jahrhunderts. Freiburg im Breisgau 1886, OCLC 1121236263.
- Kardinal Johannes Dominicis Erziehungslehre und die übrigen pädagogischen Leistungen Italiens im 15. Jahrhundert. Der Kartäuser Nikolaus Kemph und seine Schrift Über das rechte Ziel und die rechte Ordnung des Unterrichts. Freiburg im Breisgau 1894, OCLC 312345700.
- Die Übung der Charitas durch die Frauen und an den Frauen. Freiburg im Breisgau 1903, OCLC 252722143.
- Wahre und falsche Frauen-Emanzipation. Münster 1904, OCLC 730158568.